# Jennifer Jones
Jennifer Jones, de nom Phylis Lee Isley (Tulsa, Oklahoma, 2 de març de 1919 − Malibú, Califòrnia, 17 de desembre de 2009) va ser una actriu estatunidenca.

## Biografia

### Passions i ambicions
Jennifer Jones va néixer Phyllis Isley, el 2 de març de 1919 a Tulsa. És filla única d'uns actors ambulants, propietaris d'una companyia teatral, i després de sales de cinema. Puja als escenaris, de nena, en el teatre dels seus pares. Creixent-li la passió per la comèdia, decideix estudiar a l'American Academy of Dramatic Arts de Nova York el 1936 on obté una beca d'estudis superiors. Allà coneix un estudiant de l'Acadèmia de qui s'enamora Robert Walker, que es convertirà en el seu marit el 1939; Jennifer té 19 anys. Proven aleshores la seva sort junts, primer en emissions a la ràdio de Tulsa, després marxen a Hollywood. Robert Walker treballa com a actor radiofònic per la TBS i Jennifer Jones després de proves infructuoses a la Paramount Pictures, obté petits papers, destacant un western, New frontier , al costat de John Wayne a la Republic Pictures, petita companyia especialitzada en els westerns B.

### Una ascensió fulgurant
El 1941, atreta per un càsting per a la pel·lícula Claudia , passa unes proves. Coneix el productor del projecte, David O. Selznick i, després d'haver-li fet una forta impressió, aconsegueix un contracte de set anys amb aquest Pigmalió i descobridor d'estrelles com Ingrid Bergman, Joan Fontaine o Alida Valli. Es canvia el nom de Phyllis Isley pel de Jennifer Jones i Selznick, no volent llançar-la massa aviat al cinema, espera dos anys abans de trobar un paper a la seva mesura.
Cosa que aconseguirà amb  The Song of Bernadette  el 1943, ja que no només Jennifer recull tots els elogis de la crítica al paper de la santa Bernadeta Sobirós, sinó que a més, per a la seva primera interpretació important, rep l'Oscar a la millor actriu de les mans de Greer Garson. Les ambicions de Selznick es traslladen a la jove actriu i fer del seu descobriment una gran estrella, es convertirà una obsessió.

### Els anys Selznick

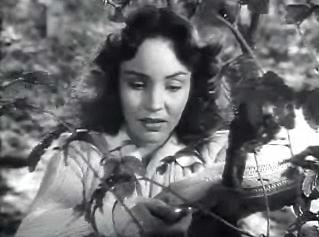
A Love Letters (1945)

Jennifer Jones enllaça un segon paper a Since You Went Away, per la que tindrà una segona nominació als Oscars; hi actua amb el seu marit Robert Walker, que mentrestant s'ha fet amb un contracte amb la MGM. Però res ja no funciona entre els cònjuges i malgrat dos fills la parella es divorcia el 1945, havent-se traslladat l'afecte de Jennifer Jones a Selznick. El seu personatge romàntic a  Love Letters  (1945) de William Dieterle li val una nova nominació als oscars.
Malgrat el seu contracte en exclusiva amb Selznick, fa amb la 20th Century Fox una de les seves rares incursions en la comèdia, amb el paper de Cluny Brown a Cluny Brown, meravellosa sàtira de la mentalitat anglesa d'abans de la guerra: és l'última pel·lícula completament realitzada per Ernst Lubitsch abans de la seva defunció durant el rodatge de That Lady in Ermine .
El 1946, Selznick dona de nou el paper principal a Jennifer Jones en el sumptuós western melodramàtic  Duel in the Sun. El productor és persuadit d'haver trobat finalment amb la novel·la de Niven Busch «Duel al sol», un tema digne d'igualar la seva producció més famosa  Allò que el vent s'endugué. Extraordinària epopeia amb decorats i colors que et treuen el singlot (Selznick havia apel·lat a Josef von Sternberg com a conseller pels colors), Duel in the Sun és una de les produccions més costoses mai realitzades fins llavors. King Vidor és a la realització però abandona per les actuacions despòtiques del productor, i és reemplaçat per William Dieterle. El pressupost de sis milions de dòlars va créixer dos milions només pel llançament de la pel·lícula.
L'erotisme exacerbat d'algunes escenes desencadena la censura, la pel·lícula és condemnada per «immoralitat» per l'església i les lligues per la decència. Malgrat això, troba un enorme èxit de públic i suposa disset milions de dòlars al seu productor. Com cada any des de The Song of Bernadette, Jennifer Jones obté una nova nominació als Oscars pel seu paper a la pel·lícula.

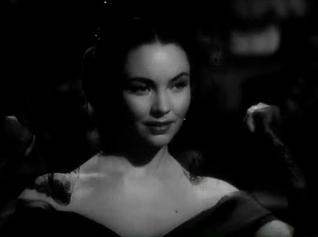
Madame Bovary (1949)

Retroba llavors el realitzador William Dieterle a Retrat de Jennie, pel·lícula d'atmosfera onírica on Jennifer ofereix una composició de les més captivadores, però que resulta un fracàs: Selznick ha posat la seva fortuna en joc i ha de vendre el seu estudi de producció. Però res no para l'ascensió de l'estrella. Després d'una pel·lícula amb John Huston, encarna una emocionant Madame Bovary sota la direcció de Vincente Minnelli.
Jennifer es casa amb Selznick a Itàlia el 1949. Perd un bebè el 1951 i després dona llum a una nena el 12 d'agost de 1954. El seu primer marit, Robert Walker, havia mort el 1951.
L'inici dels anys cinquanta és fastuós, després d'una nova producció de Selznick per a Gone to Earth  de Michael Powell; el productor mana refer escenes senceres pel realitzador Rouben Mamoulian. Roda amb grans realitzadors, William Wyler, de nou amb King Vidor i John Huston, Vittorio De Sica… Però el 1955 torna la popularitat amb Love Is a Many-Splendored Thing, un dels principals èxits de la 20th Century Fox i una de les puntes del box-office, que li val una cinquena nominació en els Oscars.
Després d'aquesta recuperació de popularitat, roda algunes pel·lícules amb la Fox abans que el seu marit posi de nou mitjans considerables per a la seva nova producció  L'adéu a les armes . Serà l'última producció del gran Selznick: la pel·lícula és un fracàs i les crítiques són desastroses. Jennifer Jones esperarà cinc anys abans de reprendre el camí dels estudis. Mentrestant fa cursos a l'Actors Studio i recerca consells i professors per guiar-la. Fa la seva tornada en una pel·lícula de Henry King, Tender is the night. Però el públic i les crítiques ignoren la pel·lícula.
Venen anys foscos per a Jennifer Jones amb la defunció del seu espòs el 1965, que la deixa desproveïda, ja que els comptes de Selznick estaven en vermell, i troba una sortida al teatre amb Una noia de províncies a Broadway i roda encara algunes pel·lícules. La inactivitat i la depressió l'empenyen a una temptativa de suïcidi el 1967. El 1971 es casa amb Norton Simmons, industrial i col·leccionista d'art. Després de la seva tornada destaca en la pel·lícula de catàstrofes  The Towering Inferno  (1974), perd la seva filla Mary Jennifer, que es suïcida el 1976. Dona definitivament l'esquena al cinema per dedicar-se a la psicologia, creant la Jennifer Jones Simon Foundation for mental health and education  el 1980.

## Filmografia

### Actriu

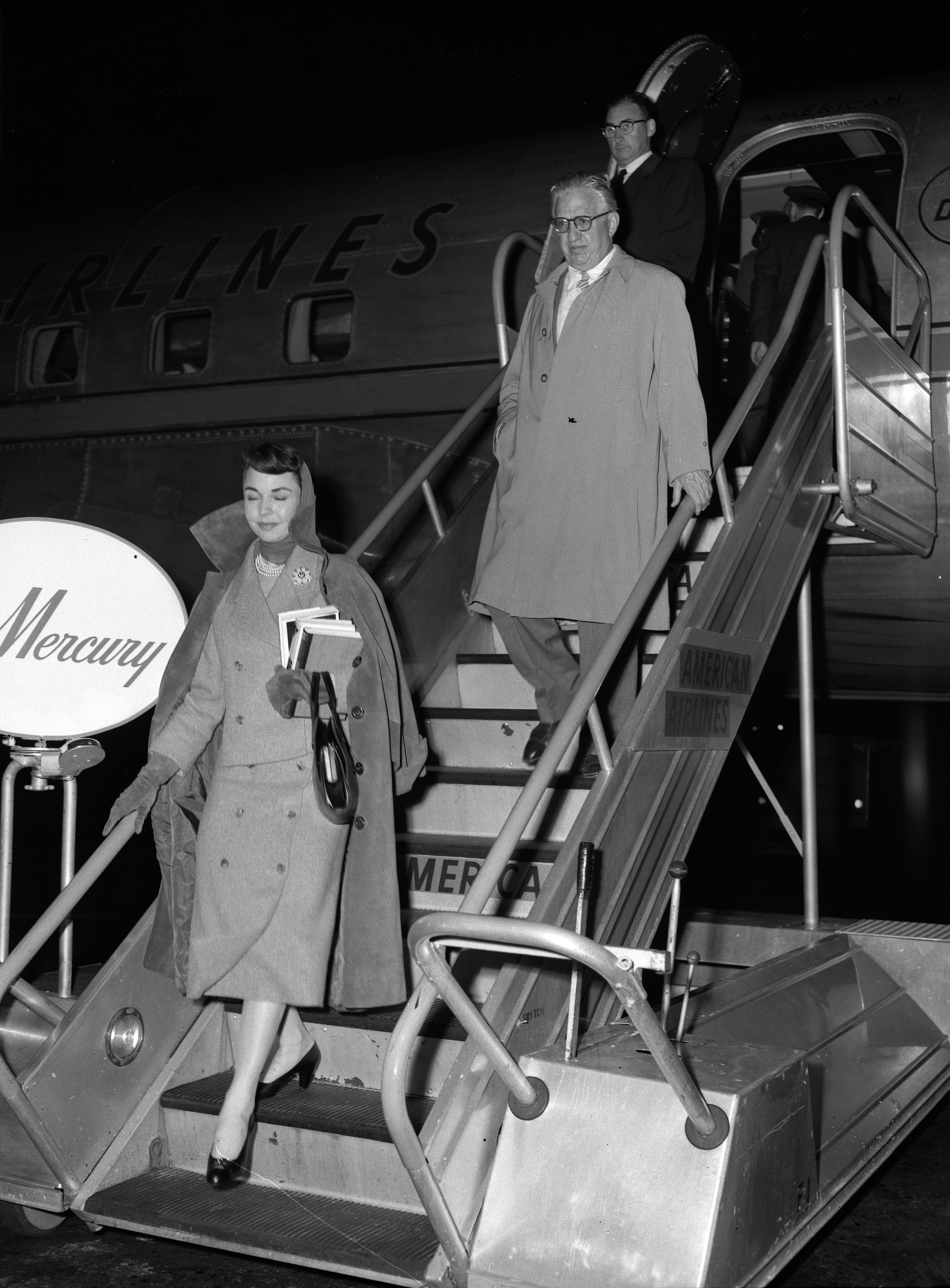
Jennifer Jones i David O. Selznick el 1957

- 1939: New frontier de George Sherman
- 1939: Dick Tracy's G Men de William Witney et John English
- 1943: The Song of Bernadette de Henry King: Bernadette Soubirous
- 1944: Since You Went Away de John Cromwell: Jane Deborah Hilton
- 1945: Love Letters de William Dieterle: Singleton / Victoria Morland
- 1946: Duel in the Sun de King Vidor: Pearl Chavez
- 1946: Cluny Brown d'Ernst Lubitsch: Cluny Brown
- 1948: Retrat de Jennie (Portrait of Jennie) de William Dieterle: Jennie Appleton
- 1949: We were strangers de John Huston: China Valdes
- 1949: Madame Bovary de Vincente Minnelli: Emma Bovary
- 1950: Gone to Earth de Michael Powell et Emeric Pressburger: Hazel Woodus
- 1952: Carrie de William Wyler: Carrie Meeber
- 1953: Ruby Gentry de King Vidor: Ruby Gentry
- 1953: Stazione Termini de Vittorio De Sica: Mary Forbes
- 1954: Beat the Devil de John Huston: Sra. Gwendolen Chelm
- 1955: Love Is a Many-Splendored Thing de Henry King: Dr. Han Suyin
- 1955: Bonjour Miss Dove de Henry Koster
- 1956: The Man in the Gray Flannel Suit de Nunnally Johnson: Betsy Rath
- 1957: The Barretts of Wimpole Street de Sidney Franklin
- 1957: Adéu a les armes (A Farewell to Arms) de Charles Vidor: la infermera Catherine Barkley
- 1962: Tendra és la nit (Tender Is the Night) de Henry King
- 1966: The Idol de Daniel Petrie
- 1969: Angel, angel, down we go de Robert Thom
- 1974: El colós en flames (The Towering Inferno) de John Guillermin: Lisolette
- 1989: The American Film Institute Salute to Gregory Peck (TV), dirigida par Louis J. Horvitz

## Premis i nominacions

### Premis
- 1944. Oscar a la millor actriu per The Song of Bernadette
- 1944. Globus d'Or a la millor actriu dramàtica per The Song of Bernadette

### Nominacions
- 1945. Oscar a la millor actriu secundària per Since You Went Away
- 1946. Oscar a la millor actriu per Love Letters
- 1947. Oscar a la millor actriu per Duel in the Sun
- 1956. Oscar a la millor actriu per Love Is a Many-Splendored Thing
- 1975. Globus d'Or a la millor actriu dramàtica per El colós en flames